# Santa María Jalapa del Marqués
Santa María Jalapa del Marqués è un comune del Messico, situato nello stato di Oaxaca.